# Engie Deutschland
Die ENGIE Deutschland GmbH (vormals: Cofely Deutschland GmbH, Tochtergesellschaft der ENGIE Deutschland AG) ist ein Unternehmen, das auf gebäudetechnischen Anlagenbau, Anlagen- und Prozesstechnik, Facility Management, Energiemanagement, Energieerzeugung, Energieversorgungs- und Mobilitätskonzepte sowie industrielle Kältetechnik spezialisiert ist. Es gehört zum französischen Engie-Konzern.

## Firmengeschichte

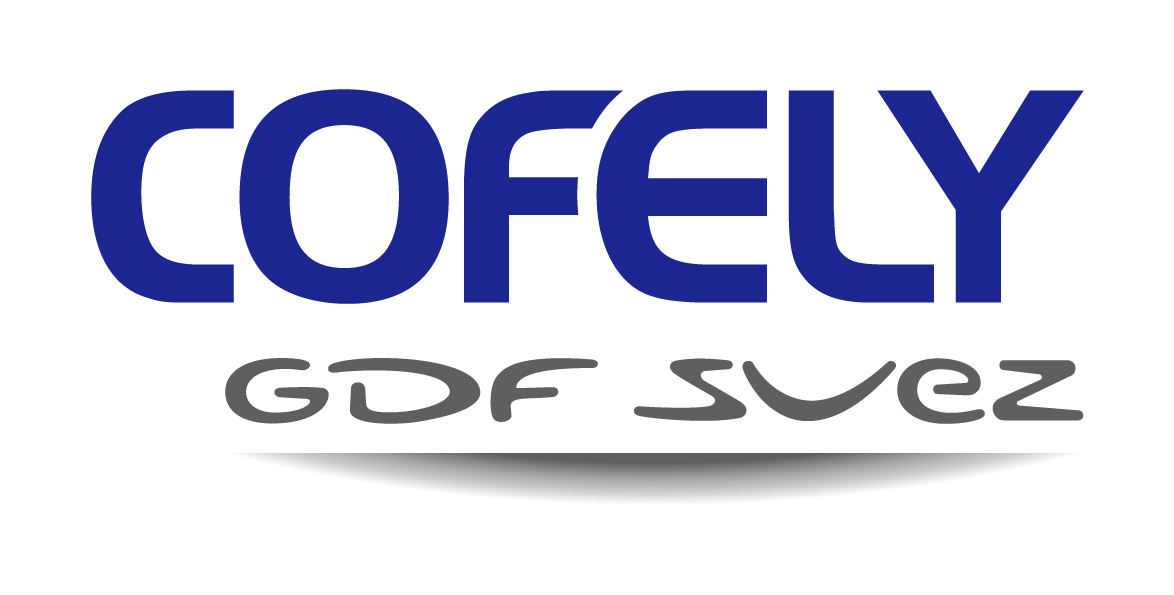
Logo November 2009 bis Juni 2016

1998 wurde die Konzerntochter Tractebel Deutschland AG mit Sitz in Berlin gegründet.
Die belgische Groupe Fabricom, eine Tochter der Suez-Gruppe, übernahm am 9. August 2001 sechs selbstständige Gesellschaften der Sulzer Infra und führte diese unter dem Markennamen Axima weiter. 2003 schlossen sie sich zur Axima GmbH zusammen. Diese benannte sich 2008 in Axima Deutschland GmbH um und integrierte die Axima Refrigeration GmbH als Tochterunternehmen.
Im selben Jahr fusionierten die Konzerne GDF (Gaz de France) und Suez zu GDF Suez. Dieser bündelte 2009 im Zuge einer Marken-Harmonisierung zahlreiche Aktivitäten seiner Sparte Energy Services unter der neuen Marke Cofely. Aus der Konzerntochter Axima Deutschland wurde Cofely Deutschland, aus Axima Refrigeration Cofely Refrigeration.
2010 erwarb Cofely Deutschland den Bochumer Contracting-Spezialisten Proenergy Contracting. Im Folgejahr übernahm das Unternehmen auch die Verantwortung für dessen europäische Gesellschaften beziehungsweise Beteiligungen in Österreich, Rumänien und Ungarn.
Ende 2011 übernahm Cofely Deutschland die sächsische Ingenieurgesellschaft Haus-Technik. Diese war seit 1997 im Contracting-Markt aktiv und hatte sich mit ihrem Angebot in den vier Geschäftsaktivitäten Wärmelieferung, Stromlieferung, Messdienstleistungen und Heizkostenabrechnung vor allem auf dem regionalen Markt etabliert. Im Jahr 2014 kam die H.G.S. GmbH, technischer Dienstleister im Bereich Blockheizkraftwerke, hinzu.
2015 änderte die GDF SUEZ-Gruppe ihren Namen offiziell in ENGIE SA. Im Zuge der Neuausrichtung der Gruppe unter der neuen Dachmarke wechselten auch die Namen von Cofely Deutschland und GDF SUEZ Energie Deutschland: Seit 2016 heißt das Unternehmen ENGIE Deutschland und bündelt seither die Kompetenzen unter anderem der ENGIE Deutschland GmbH, der ENGIE Deutschland AG, der ENGIE Refrigeration GmbH und der H.G.S GmbH. Seit Februar 2019 gehört zudem die Otto Building Technologies GmbH zu ENGIE Deutschland.

## Unternehmensprofil
ENGIE Deutschland gliedert seine Aktivitäten in sechs Geschäftsbereiche: Building Services, Facility Services (der Geschäftsbereich ist in Deutschland mit 30 Niederlassungen vertreten), Refrigeration Services, Energy Services, Erneuerbare Energien und Strategische Kooperationen.
ENGIE Deutschland ist Anbieter für die CO2-arme Erzeugung von Strom und Fernwärme und setzt sich für den Ausbau erneuerbarer Energien ein.
Das Unternehmen betreibt 13 eigene Windparks an Land mit einer installierten Leistung von rund 200 MW und ist in der Projektentwicklung und dem Repowering aktiv. In der Kraftwerksgruppe Pfreimd in Bayern nutzt das Unternehmen die Wasserkraft für die Stromerzeugung, die Stromspeicherung sowie die Netzstabilisierung über Sekundärregelleistungen. Das Tochterunternehmen Solarimo ist spezialisiert auf Mieterstrom aus Photovoltaik und energetische Quartierskonzepte.
ENGIE Deutschland ist an vier lokalen Energieversorgern beteiligt: der Berliner GASAG, der Energieversorgung und Kraftwerke Gera, der Energie SaarLorLux sowie der WSW Wuppertaler Stadtwerke.